# Ranielli José Cechinato
Ranielli José Cechinato (* 19. Dezember 1970 in Curitiba) ist ein ehemaliger brasilianischer Fußballspieler.

## Karriere
Ranielli begann seine Karriere 1990 beim Erstligisten SE Palmeiras. 1992 wechselte er zu FC Santos. Von 1995 bis 1996 war er beim Drittligisten Botafogo FC (SP) unter Vertrag. 1996 wurde er mit dem Verein Vizemeister der dritten Liga und stieg in die zweiten Liga auf. 1997 wechselte er zum Drittligisten CA Juventus. 1997 wurde er mit dem Verein Vizemeister der dritten Liga und stieg in die zweiten Liga auf. 1998 wechselte er zum Erstligisten Goiás EC. Am Ende der Série A 1998 stieg der Verein in die zweiten Liga ab. Danach spielte er bei AA Portuguesa (SP), AA Ponte Preta. Im Sommer 1999 wechselte er zum japanischen Erstligisten Avispa Fukuoka. 2000 kehrte er nach Brasilien zurück und unterschrieb einen Vertrag bei Sport Recife. Von 2001 bis 2002 war er außerdem noch beim Erstligisten EC Juventude und Zweitligisten Santa Cruz FC unter Vertrag. 2002 wurde er mit Santa Cruz Tabellendritter der Série B. 2002 beendete er seine Karriere als Fußballspieler.

## Erfolge
Goiás
- Staatsmeisterschaft von Goiás: 1998

Sport Recife
- Staatsmeisterschaft von Pernambuco: 2000
- Copa do Nordeste: 2000

Ituano
- Staatsmeisterschaft von São Paulo: 2002